# Die Faust des Riesen
Die Faust des Riesen ist ein zweiteiliges, deutsches Stummfilmdrama aus dem Jahr 1917 mit Henny Porten in der Hauptrolle.

## Handlung
Erster Teil:
Die junge Martina ist mit dem Gutsbesitzer Diether von Brake verheiratet. Doch die glücklichen Tage dieser Ehe sind längst vorbei, hat sich doch ihr Mann ganz der Spielleidenschaft verschrieben und darüber seine Frau, seine Kinder und den Hof vernachlässigt.
Zu allem Unglück muss Martina eines Tages auch noch von Malte von Malchow, einem Freund ihres Schwagers Wend von Brake erfahren, dass Diether ihr überdies untreu ist. Sie nimmt daher ihre beiden Kinder und verlässt das Gut mit der Absicht, sich baldmöglichst von Diether scheiden zu lassen. Doch ihr Mann gibt nicht so schnell auf. Er holt die Kinder zu sich zurück und zwingt damit auch Martina, zu ihm zurückzukommen.
Zweiter Teil:
Obwohl Martina zu ihrem Mann Diether zurückgekehrt ist, hat dieser sich nicht im mindesten geändert und setzt seinen ebenso verschwenderischen wie verantwortungslosen Lebensstil fort. Die Spielschulden wachsen ihm bald über den Kopf, und so lässt er den Wald auf seinem Gut abholzen. Der Förster, der ihn vor den Konsequenzen warnt, jagt er davon. Auch Wend, seinen Bruder, behandelt er schlecht – als der ihn um Hilfe bittet, wirft er ihn aus dem Haus. Sowohl Förster Gehrke als auch Wend gehen nicht, ohne Diether mit schweren Konsequenzen zu drohen.
Eines Tages ist der Wüterich tot; Diethers Leichnam wird in seiner Berliner Wohnung aufgefunden. Sofort fällt der Verdacht auf Förster Gehrke. Doch dann gesteht Malte von Malchow überraschenderweise die Tat: in Martina verliebt, wollte er sie von dem tyrannischen Gatten befreien. Während der Förster freikommt und in seinen Wald heimkehrt, nimmt sich Malte das Leben.

## Produktionsnotizen
Die Faust des Riesen entstand im Frühherbst 1917 im Messter-Film-Atelier, Blücherstraße 32. Der erste Teil des Films besaß bei vier Akte bei einer Länge von 1451 Metern, bei der Neuzensur am 25. Juni 1921 vier Akte bei einer Länge von 1380 Metern. Der zweite Teil war 1917 ebenfalls vier Akte stark auf einer Länge von 1380 Metern, bei der Neuzensur drei Akte bei einer Länge von 985 Metern. Ein Jugendverbot wurde erteilt.
Die Uraufführung von Teil 1 fand am 18. November 1917 im Berliner Mozartsaal im Rahmen einer Matinee für verwundete und erkrankte Soldaten des Ersten Weltkriegs statt. Der zweite Teil lief am 21. Dezember 1917 an selbigem Orte an. In Wien lief der Film bei einer Länge von lediglich rund 900 Metern wenige Wochen danach an.
Für die Theaterschauspielerin Auguste Pünkösdy dürfte dies ihr erster Filmauftritt gewesen sein.
Die Filmbauten entwarf Ludwig Kainer.

## Kritiken
Oskar Kalbus schrieb: „Das Jahr 1917 brachte dann als größte Kriegsleistung der Porten den nach einem Roman von Rudolf Stratz gedrehten zweiteiligen Film ‚Die Faust des Riesen‘.“
Bei Heinrich Fraenkel heißt es: „Henny Porten hat in dem Film ‚Die Faust des Riesen‘ ihren bisher größten künstlerischen Erfolg.“
In Paimann’s Filmlisten ist zu Teil 1 zu lesen: „Stoff, Photos und Szenerie sehr gut, Spiel ausgezeichnet.“
In Paimann’s Filmlisten ist zu Teil 2 zu lesen: „Stoff und Spiel ausgezeichnet. Photos und Szenerie sehr gut.“